# Siąszyce
Siąszyce – wieś w Polsce położona w województwie wielkopolskim, w powiecie konińskim, w gminie Rychwał.
W 1778 w Siąszycach urodził się Alojzy Prosper Biernacki, ziemianin kaliski, pionier nowoczesnego rolnictwa, minister skarbu Rządu Narodowego Królestwa Polskiego w czasie powstania listopadowego.
W latach 1954–1957 wieś należała i była siedzibą władz gromady Siąszyce, po jej zniesieniu w gromadzie Rychwał. W latach 1975–1998 miejscowość administracyjnie należała do województwa konińskiego.
We wsi znajduje się Przedszkole Samorządowe „Leśne Skrzaty”, Ochotnicza Straż Pożarna oraz powstała w 2022 roku Sala Królestwa Świadków Jehowy (zbory: Grodziec, Rychwał, Zbiersk).